# Operding
Operding ist ein Gemeindeteil der Gemeinde Walpertskirchen im Landkreis Erding (Oberbayern, Bayern).

## Lage
Die Einöde liegt rund zwei Kilometer nördlich von Walpertskirchen. 